# Božena Brodská
Božena Brodská, rozená Křepelková, známá též jako Bíba Brodská (27. července 1922 Praha – 23. června 2019 Praha) byla česká tanečnice, historička baletu a pedagožka dějin baletu na AMU.

## Život
Od dětství ji otec vedl k tenisu, jejími největšími úspěchy byly několikanásobná účast ve finále dvouhry a několik vítězství ve smíšené čtyřhře na Pardubické juniorce.
V letech 1946–1950 studovala hudební vědu na Filosofické fakultě Univerzity Karlovy v Praze. V roce 1955 absolvovala studium teorie tance na katedře tance Akademie múzických umění v Praze (vyučoval ji Jan Reimoser).
V letech 1946–1947 byla v angažmá v Družstvu divadel práce (Karlín), v letech 1947–1949 v D 45 a v letech 1950–1951 v Armádním uměleckém souboru Víta Nejedlého.
Od roku 1955 působila jako pedagožka na katedře tance AMU v Praze (od roku 1975 jako docentka, od roku 1982 jako profesorka a v letech 1975–1986 jako vedoucí katedry).

### Rodina
Její první manžel byl JUDr. Ctibor Mařan. Krátké manželství zůstalo bezdětné. Následně se v roce 1953 provdala za herce Vlastimila Brodského (rozvedli se v roce 1959). Jejich syn Marek Brodský (* 1959) je výtvarník, hudebník a občasný herec.

## Dílo
- Dějiny českého divadla, II (1968) (spoluautorka)
- Romantický balet (1974)
- Dějiny českého baletu do roku 1918 (1983)
- Dějiny ruského baletu (1984)
- Divadlo v Kotcích (Praha 1992) (spoluautorka)
- Dějiny umělecké kultury, II (Praha 1996) (spoluautorka)
- J. G. Noverre a jeho libreta a spisy v našich fondech (1998)
- BRODSKÁ, Božena. Vybrané kapitoly z dějin baletu. Praha: Hudební fakulta Akademie múzických umění, 2000. 69 s. ISBN 80-85883-55-4.
- BRODSKÁ, Božena; VAŠUT, Vladimír. Svět tance a baletu. Praha: Akademie múzických umění, Hudební fakulta, 2004. 448 s. ISBN 80-7331-004-X.
- BRODSKÁ, Božena. Dějiny baletu v Čechách a na Moravě do roku 1945. Praha: Akademie múzických umění v Praze, 2006. 236 s. ISBN 80-7331-047-3.
- Les Ballets Russes (2001)